# Georg Rudolf (Liegnitz)

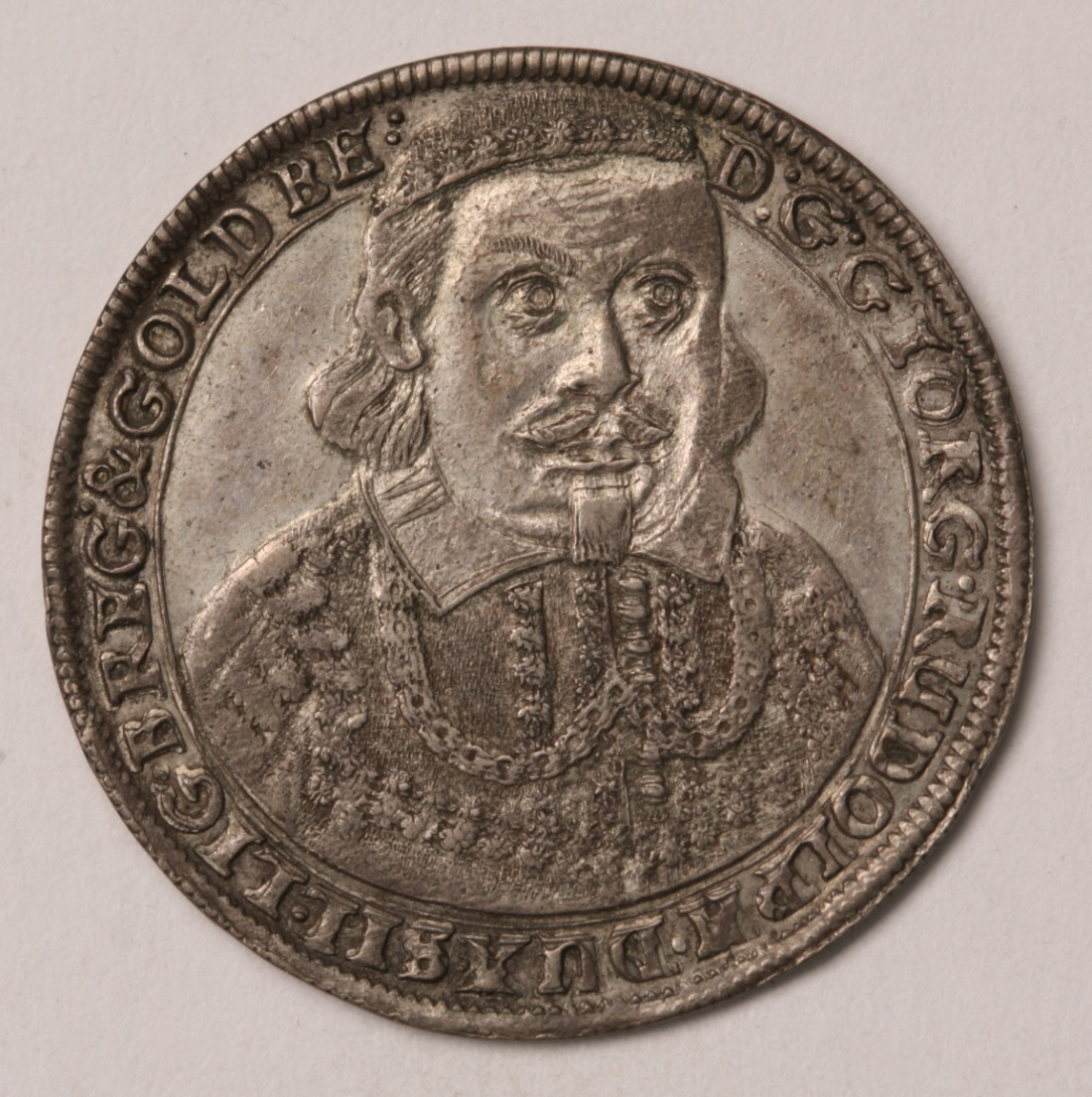
Medaille von 1653 mit dem Bildnis von Herzog Georg Rudolf von Liegnitz

Georg Rudolf von Liegnitz (* 22. Januarjul. / 1. Februar 1595greg. in Ohlau; † 14. Januarjul. / 24. Januar 1653greg. in Breslau) war 1602–1653 Herzog von Liegnitz und 1615–1653 Herzog von Wohlau. 1621–1629 bekleidete er zudem das Amt des Oberlandeshauptmanns von Schlesien.

## Herkunft und Familie
Georg Rudolf von Liegnitz entstammte der Linie der Schlesischen Piasten. Seine Eltern waren Herzog Joachim Friedrich und Anna Maria (1561–1605), Tochter des Fürsten Joachim Ernst von Anhalt. Georg Rudolfs älterer Bruder war Johann Christian.
Am 14. November 1614 vermählte sich Georg Rudolf mit seiner Cousine Sophie Elisabeth (1589–1622), Tochter des Fürsten Johann Georg I. von Anhalt-Dessau. 
Nach deren Tod heiratete er am 5. Dezember 1624 Magdalena Elisabeth (1599–1631), Tochter seines Onkels Karl II. von Münsterberg. Beide Ehen blieben kinderlos.

## Leben
Nach dem Tod des Vaters 1602 standen Georg Rudolf und sein vier Jahre älterer Bruder Johann Christian zunächst unter der Vormundschaft ihrer Mutter. Nach deren Tod 1605 übernahm ihr Onkel Karl II. von Münsterberg, ein Nachkomme des böhmischen Königs Georg von Podiebrad, die Vormundschaft. An dessen Hof in Oels wurde Georg Rudolf zusammen mit seinen Vettern und seiner Cousine Magdalena Elisabeth, die er 1624 in zweiter Ehe heiratete, erzogen. Nachdem sein Bruder Johann Christian 1611 für mündig erklärt worden war, erfolgte die Teilung der vom Vater ererbten Besitzungen. Georg Rudolf erhielt Liegnitz und Wohlau, stand jedoch weiterhin unter Vormundschaft seines Onkels. Johann Christian erhielt Brieg und Ohlau. Von Juni 1611 bis März 1612 studierte Georg Rudolf an der Universität Frankfurt. Dort hatte er häufig Umgang mit seinem Verwandten Georg Wilhelm von Brandenburg. 1612 wurde Georg Rudolf vom böhmischen König Matthias mündig erklärt und als dessen Vasall angenommen. Am 1. Oktober 1612 leistete er vor dem kaiserlichen Oberamt in Breslau das Homagium und im Juni 1613 hielt er seinen feierlichen Einzug in Liegnitz, wo ihm am nächsten Tag die Stände und die Bürgerschaft huldigten. Anschließend ernannte er einen Landeshauptmann für sein Fürstentum und begab sich im Juli 1613 in Begleitung von sieben Hofbeamten auf eine Bildungsreise durch Mittel- und Süddeutschland, die ihn auch nach Italien, Frankreich und in die Niederlande führte. Von dieser kehrte er Anfang November 1614 zurück.
In seiner Eigenschaft als König von Böhmen bestätigte Kaiser Matthias am 5. August 1615 den Brüdern Georg Rudolf und Johann Christian das gesamte Lehen. Vermutlich unter dem Einfluss seiner ersten Frau trat Georg Rudolf 1616 zum Calvinismus über, kehrte jedoch 1621 zum Luthertum zurück. Nachdem er sich im Gegensatz zu seinem Bruder während der kurzen Zeit der Regierung des Winterkönigs Friedrich von der Pfalz politisch zurückhaltend verhielt, wurde ihm nach dem „Dresdner Akkord“ 1621 mit Zustimmung Kaiser Ferdinands II. die oberste Landeshauptmannschaft (Oberamt) für Schlesien übertragen. Da Georg Rudolf nicht verhindern konnte, dass Schlesien zum Kriegsschauplatz wurde und er in den schlesischen Erbfürstentümern trotz des Majestätsbriefs die Religionsfreiheit nicht durchsetzen konnte, verzichtete er 1629 auf das Oberamt. Nachfolger wurde sein Vetter Heinrich Wenzel von Bernstadt und Oels. Am 9. August 1633 trat Georg Rudolf einer Allianz (Konjunktion) mit Schweden, Sachsen und Brandenburg bei, der auch sein Bruder Johann Christian, Herzog Karl Friedrich von Oels sowie die Stadt Breslau angehörten. Nach dem Prager Frieden von 1635 musste Georg Rudolf – wie auch die anderen Unterzeichner der Konjunktion – den Kaiser schriftlich um Verzeihung bitten und Treue schwören. Im Gegenzug gewährte ihnen der Kaiser den Schutz ihrer Privilegien sowie die Religionsfreiheit. Im Gegensatz zu seinem Bruder ging Georg Rudolf nicht ins Exil. Mit seinem 1646 errichteten Testament stiftete er das Johannesstift, aus dem später die Liegnitzer Ritterakademie hervorgegangen ist. Nach dem Westfälischen Frieden 1648 veranlasste er die Kirchenvisitation in seinem Herzogtum. Nach seinem am 14. Januar 1653 erfolgten Tod wurde er am 14. Mai des Jahres in der Liegnitzer Johanniskirche bestattet.

## Förderer von Musik und Literatur
Georg Rudolf war selbst kompositorisch tätig und ein großer Förderer von Musik und Literatur. Bereits im jugendlichen Alter gründete er die nach ihm benannte Liegnitzer „Bibliotheka Rudolfiana“, für die er u. a. zahlreiche Bücher von der 1614 unternommenen Bildungsreise mitbrachte. Sie enthielt überwiegend Literatur aus den Bereichen Theologie, Medizin und Musik. 1613 widmete ihm der Komponist Bartholomäus Gesius, den er vermutlich während seines Studienaufenthaltes in Frankfurt (Oder) kennengelernt hatte, das „Opus plane novum“. 1624 ernannte Georg Rudolf den Dichter Martin Opitz zu seinem Hofrat. Der Komponist Paul Hallmann (1600–1650), den er zum Fürstlichen Rat ernannte, schuf als Hofkomponist neben der Bearbeitung von Kirchenliedern zahlreiche Motetten, geistliche Konzerte und „Missae breves“. Wegen seiner Verdienste wurde er von Georg Rudolf als „Herr auf Strachwitz“ in den Adelsstand erhoben. Der Komponist Heinrich Schütz überreichte Georg Rudolf die „Cantiones sacrae“ mit einer eigenhändigen Widmung. Mit dem Theologen Johann Arndt stand Georg Rudolf in brieflichem Kontakt. 
Seit 1622 war Georg Rudolf unter der Bezeichnung „Der Wunderbare“ Mitglied der Fruchtbringenden Gesellschaft.